# 首個不可數序數
在數學中，首個不可數序數，傳統記之為ω1（或有時為Ω），是衆多序數當中，視為集合時不可數的最小的一個。它是所有可數序數的最小上界。ω1 作為集合有不可數多個元素，但每個元素皆為可數序數。
與任何序數相像（冯·诺伊曼的方法），ω1是一個良序集合，以集合從屬性("∈")作為序的關係。ω1是一個极限序数，意即並不存在一個α使得α + 1 = ω1。
集合ω1的势，是第一個不可數基數——ℵ1阿列夫數1號。是故ω1乃是ℵ1的起始序數。而且，在大部份的構造中，ω1 與 ℵ1 是同一個集合（見冯·诺伊曼基数指派）。推而廣之，若α為任意序數，我們定義ωα 為基數ℵα的起始序數。
ω1的存在性，可以在沒有选择公理的情況下被證明（見哈特格斯數）。

## 拓撲性質
任一序數上都可定義序拓撲（即以開區間組成的集族為基的拓撲），故可視為一個拓撲空間。視 ω1 為拓撲空間時，通常記為 [0,ω1) ，以強調其為所有小於 ω1 的序數組成的空間。
[0,ω1) 中的每個遞增 ω-序列都收斂到某個在 [0,ω1) 中的極限，因為由可數序數組成的可數集的並（亦即序列的上確界）也是個可數序數。
拓撲空間 [0,ω1) 是序列緊，但不是緊的。於是，無法將之度量化。不過，其為可數緊的，故不是林德勒夫空間。由可數性公理觀之， [0,ω1)  第一可數，但不可分，也不第二可數。
空間 [0,ω1] = ω1 + 1 為緊，但不第一可數。通常用 ω1 來定義長直線，作為拓撲學上的重要反例。